# Belessa
Cet article court présente un sujet plus développé dans : Mirab Belessa et Misraq Belessa.
Belessa était l'un des 105 woredas de la région Amhara, en Éthiopie.
Situé à l'est de Gondar, il faisait partie de la zone Semien Gondar.
Il s'est scindé en deux woredas appelés Mirab Belessa et Misraq Belessa qui avaient respectivement 142 791 habitants et 97 838 habitants au recensement de 2007.
Ses principales agglomérations étaient Aribaya, Hamusit et Gwehila avec 7 666, 6 838 et 6 219 habitants en 2007.